# Paul Dedrick Gray

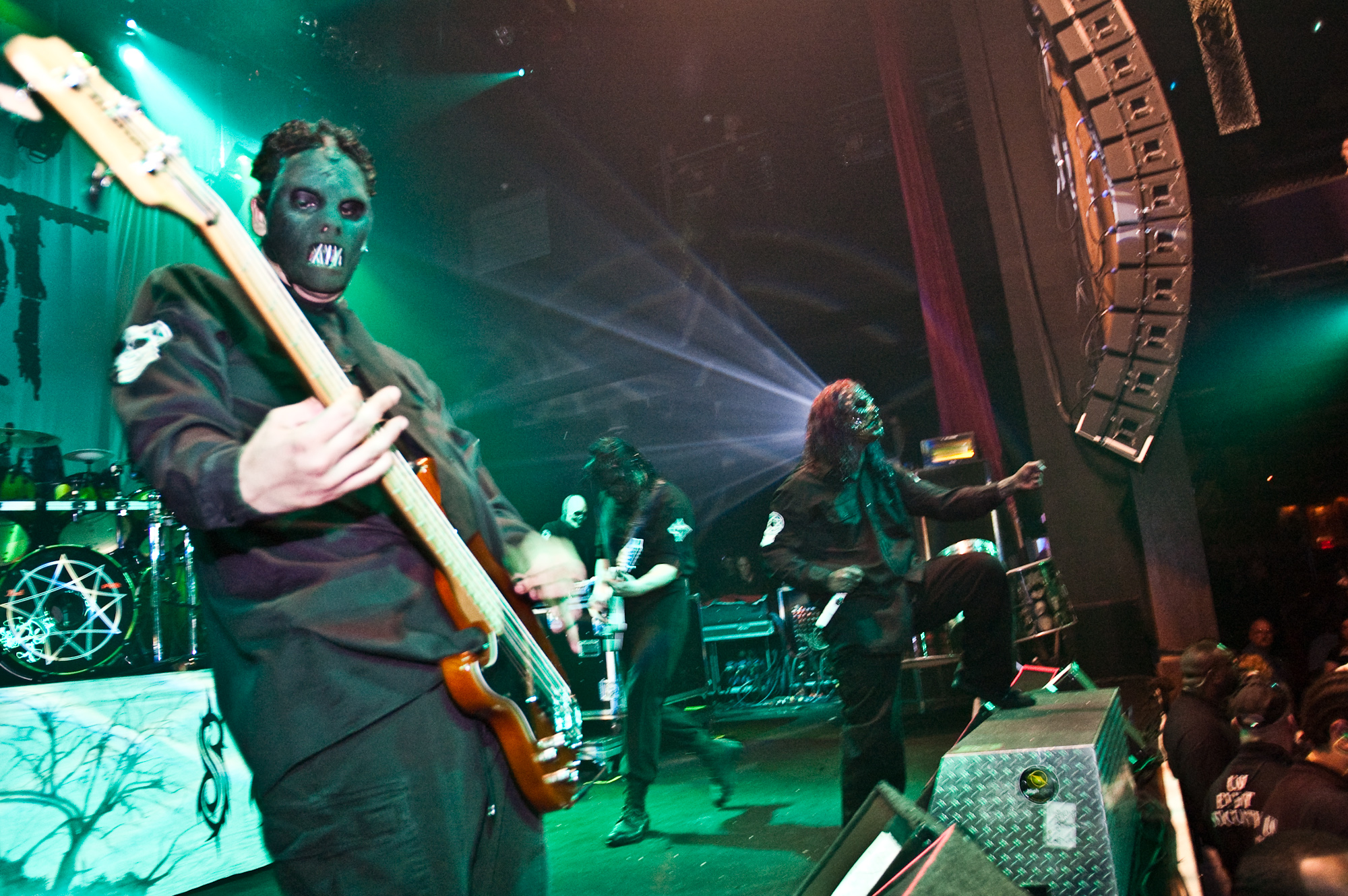
Paul Gray tocant al costat del cantant Corey Taylor

Paul Dedrick Gray   (Los Angeles, 8 d'abril de 1972 - Urbandale, 24 de maig de 2010), també conegut com The Pigi#2, va ser un músic estatunidenc, baixista, compositor de heavy metal i cofundador de la banda americana de nu metal i guanyadora d'un premi Grammy, Slipknot. Va viure fins al quart àlbum del grup All Hope Is Gone (també abreviat AHIG).

## Primers anys de vida
Paul Dedrick Gray va néixer a Los Angeles, Califòrnia. Més tard, la seva família es va traslladar a Des Moines, Iowa. Va tocar la guitarra, però va canviar al baix després de traslladar-se a Des Moines, Iowa.
De jove es va relacionar amb Vexx i Nuclear Blast. A finals dels 80 va tenir la seva primera banda el 1989, però el 1991 van canviar el nom: Inveigh Catharsisis. El 1993 es va dissoldre el grup i en va formar un altre de death metal anomenat Body Pit on van col·laborar amb la banda Modifidious del bateria Joey Jordison on també va participar el guitarrista Mick Thomson. L'any 1995 va deixar la banda i junt amb el percussionista Shawn Crahan van fundar la banda Slipknot.
En el moment de la seva mort, era un dels tres membres originals de Slipknot que quedaven a la banda, i l'únic que havia mantingut el seu paper original a la banda a causa del canvi de Clown de la bateria principal a la percussió durant els primers dies. Va ser un dels dos membres no nascuts a Iowa (l'altre és Jim Root, que va néixer a Las Vegas). El 2010, Slipknot va llançar l'actuació de Download 2009 en DVD en memòria de Gray.

### Carrera

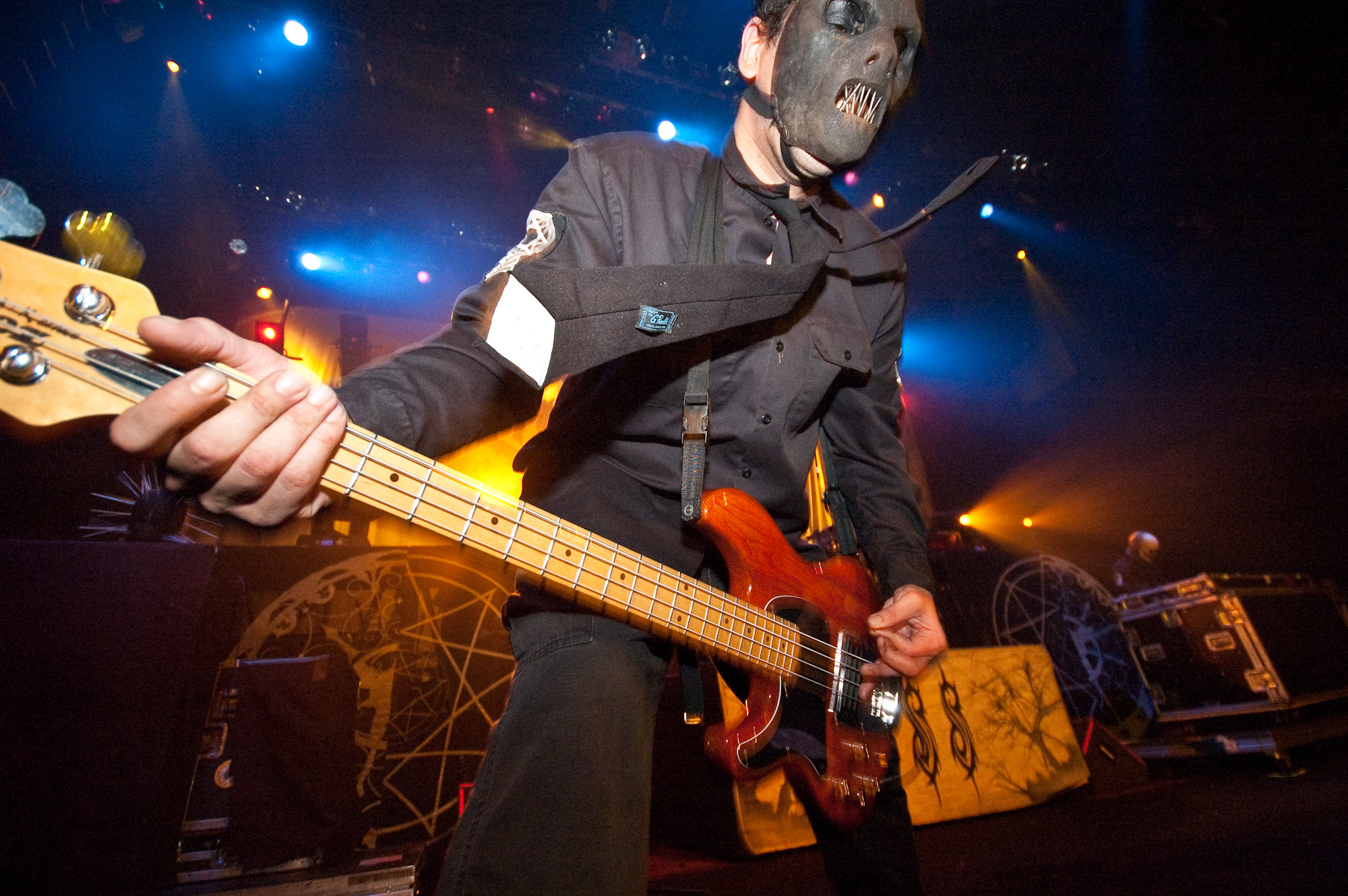
Grey amb Slipknot el 2005

A més de Slipknot, Gray va ocupar el càrrec de baixista d’Unida durant la seva gira de 2003, va aparèixer a l'àlbum Worse Than a Fairy Tale de la banda Drop Dead, Gorgeous, va fer una breu gira amb Reggie and the Full Effect i va aparèixer al projecte Roadrunner United, interpretant el baix a The Enemy i Baptized in the Redemption de l'àlbum del projecte The All-Star Sessions.
Un premi va rebre el nom de Paul titulat Paul Gray: Millor baixista de l'any, com a homenatge a Paul. Slipknot va lliurar el premi a Nikki Sixx, de Mötley Crüe i Sixx AM.
El juny de 2003 va estimbar el seu cotxe contra un altre. Després que la policia va ser avisada i van buscar el seu cotxe, Gray va ser arrestat per possessió de cocaïna, marihuana, parafernàlia, i saltar-se el senyal de trànsit.
En les seves participacions en cors d'algunes cançons, destaquen: Spit it Out, Get This, People Shit, Disasterpiece, Three Nil, Pulse of the Maggots i Before I Forget.
Es va casar amb Brenna Gray l'agost del 2008.
Va morir en un suburbi, en un hotel a causa d'una sobredosi de morfina.

### Màscara
La seva primera màscara, és a dir, a l'àlbum Slipknot (1999), va ser un cap de porc de làtex. La segona, per l'àlbum Iowa (2001), va ser una màscara tota negra amb dos forats al nas i un als ulls. En la part de la boca té uns forats des de dalt fins a baix.
Al tercer àlbum The Subliminal Verses (2004) la màscara era la mateixa, però amb un forat de bala a la part superior-dreta, i a la part de la boca té un forat gran on té unes barres metàl·liques que van de dalt a baix. I finalment pel quart àlbum All Hope Is Gone (2008) la màscara estava sense el forat de bala però amb una marca blanca al voltant de cada ull.

### Altres projectes i col·laboracions
Després de la gira de 2002 va participar en altres projectes amb altres grups mentre que els altres components de Slipknot també havien anat a fer altres projectes. Per exemple va participar en F.O.R., on van fer una demo, però es va dissoldre el grup.
Seguidament, es va unir al grup Stoner Rock el 2003 i van fer una gira. També va participar en Roadrunner United: The All-Star Sessions, Reggie and The Full Effect, Drop Dead i Gorgeous.
La companyia de guitarres Ibanez van crear tres baixos personalitzats PGB1L, PGB2L i un altre on va col·laborar la família de Paul que està personalitzat amb imatges, PGB2T.

## Mort
El 24 de maig de 2010, The Des Moines Register va informar que Gray havia estat trobat mort a l'habitació 431 de l'hotel TownePlace Suites d’Urbandale, Iowa cap a les 10:50 hora local. En una trucada al 911, obtinguda per TMZ, un dels propietaris de l'hotel va dir que es va trobar una agulla hipodèrmica al costat del llit de Gray, així com moltes píndoles que aparentment estaven escampades per l'habitació. L'autòpsia inicial va determinar que no hi havia trauma, però no va poder establir la causa de la mort.
Aquest mateix dia el seu germà, la seva esposa i tots els seus amics del grup van fer una conferència parlant sobre la seva mort i dient el que sentien després de la seva mort on més d'un es va posar a plorar.
El percussionista de la banda Shawn "Clown" Crahan va dir que ell porta a la banda des dels principis dels primers àlbums i a més va afegir unes paraules més: «És molt important que tots, a més de nosaltres, entengueu que Paul Gray era l'essència de la banda Slipknot, i que Paul va ser-hi des del començament mateix».
L'endemà de la mort de Gray, el 25 de maig de 2010, la banda, sense les seves màscares habituals, va fer una conferència de premsa formal a Des Moines, Iowa. No van atendre cap pregunta dels mitjans. La banda, així com el germà de Gray, Tony, i la seva dona, Brenna, li van retre homenatge.
| «              | Era una mena de la persona de la banda que realment volia que tots els membres de la banda sempre es portés bé i es concentressin en la banda. Era un gran amic i només una gran persona. El trobarà molt a faltar, i el món serà un lloc diferent sense ell. | » |
| — Shawn Crahan | |   |

El 26 de maig en la web de The Des Moines Register es va publicar les actualitzacions sobre l'autòpsia que es va fer:
El 21 de juny de 2010, els resultats de l'autòpsia van mostrar que Gray havia mort per una sobredosi de morfina i fentanil, i que també havia desenvolupat una malaltia cardíaca important. L'autòpsia també va revelar rastres de la píndola contra l'ansietat Xanax al seu sistema.
Després de la seva mort, Slipknot va haver de buscar dos components del grup més pel nou àlbum. Un va ser l'Alessandro Venturella (baixista) i l'altre Jay Weinberg (bateria).

## Discografia

### Amb Slipknot
- Mate, Feed, Kill, Repeat (1996).
- Crowz (1997).
- Slipknot (1999).
- Welcome to Our Neighbourhood (1999).
- Iowa (2001).
- Disasterpieces (2002).
- Vol. 3 The Subliminal Verses (2004).
- 9.0 Live (2005).
- Voliminal: Inside the Nine (2006).
- All Hope Is Gone (2008).
- (Sic)nesses (2010).

### Reggie and The Full Effect
- Last stop: Crappy Town (2008).

### Com a convidat especial
- The All-Star Sessions, de Roadrunner United (2005).
- Worse Than a Fairy Tale, de Drop Dead, Gorgeous (2007).

## Filmografia
- Welcome to Our Neighbourhood (1999).
- Disasterpieces (2002).
- Rollerball (2003).
- Voliminal: Inside The Nine (2006).
- Nine: The Making Of "All Hope Is Gone" (2008).
- Roadrunner United The Concert (2008).

## Equipament
- Warwick Corvette Bass.
- Ibanez PGB1L.
- Baixos tradicionals de 4 cordes, amb afinació B F# B E.
- Warwick Thumb 4 strings.
- Warwick Streamer Stage 2